# Anne Périchon
Pour les articles homonymes, voir Périchon.
Marie Anne Périchon de Vandeuil, connue en Argentine comme Ana ou Anita Périchon, Madame Périchon et surtout par son surnom « La Perichona », née le 4 avril 1775 à Saint-Denis de la Réunion et morte le 2 décembre 1847 à La Matanza dans la province de Buenos Aires, est une Franco-Argentine membre de la haute société ayant fait scandale à Buenos Aires et Rio de Janeiro durant les années 1800.

## Les Mascareignes
Fille du fonctionnaire colonial Armand Étienne Périchon de Vandeuil (né à Paris en 1746) et de Jeanne Abeille (née à Pondichéry en 1754), elle grandit entre La Réunion (appelée « île Bourbon » jusqu'en 1793) et Maurice (alors appelée « Île-de-France »), où elle épouse, le 12 février 1792 à Port-Louis, le commerçant irlandais Thomas O'Gorman. Elle donne naissance à deux garçons l'année suivante, aux prénoms bientôt hispanisés en Tomás et Adolfo. Ce dernier sera le père de la célèbre Camila O'Gorman.

## Buenos Aires
La situation politique française, mais aussi le goût de l'aventure et des affaires, pousse la famille à prendre le large et à s'installer au Río de la Plata en 1797. Cette même année Anne, désormais Ana Périchon, donne naissance à une fille, María Micaela Leonor, à Montevideo. Son mari (dorénavant Tomás O'Gorman) est pris par ses affaires et parcourt l'Atlantique entre les Îles Britanniques, le Portugal et le Brésil, et la rumeur portègne va attribuer de multiples liaisons à son épouse délaissée, par exemple avec le général William Carr Beresford. La plus célèbre commence en 1806 avec son compatriote Jacques de Liniers, bientôt vice-roi du Río de la Plata. Elle s'installe dans son appartement, s'entoure d'un certain luxe, bénéficie d'une escorte, influence les choix de son amant (notamment dans la distribution de faveurs) et assiste aux conversations importantes, en cette veille de Révolution de Mai, avec un Juan José Castelli ou un Juan Martín de Pueyrredón. Cette liaison avec le vice-roi vaut à Ana Périchon le surnom de « La Perichona », par analogie avec Micaela Villegas, maîtresse du vice-roi du Pérou, appelée « La Perricholi » (dans les deux cas la maîtresse est beaucoup plus jeune que l'amant).

## Rio de Janeiro
Déjà mal perçue par l'opinion publique, Ana Périchon est rejetée par Liniers lui-même lorsque sa liaison avec l'espion britannique James Florence Burke éclate au grand jour : « La Perichona » mènerait-elle un double jeu ? Le scandale l'oblige à fuir pour Rio de Janeiro en 1809, où elle retrouve son mari, mais poursuit ses infidélités - par exemple avec l'ambassadeur britannique Percy Clinton Sydney Smythe - et s'entoure bientôt de nouvelles rumeurs de conspiration. Elle est désormais persona non grata : Charlotte-Joachime d'Espagne, princesse du Brésil, ne veut plus entendre parler d'elle à Rio, ni Baltasar Hidalgo de Cisneros, nouveau vice-roi du Río de la Plata, à Buenos Aires.

## La Matanza
On lui permet finalement de passer le reste de ses jours à l'écart de la vie publique, isolée dans l'estancia familiale de La Matanza, entourée de ses enfants, petits-enfants (dont Camila) et esclaves, et où elle meurt à 72 ans. Elle repose au cimetière de Recoleta.

## Anne Périchon dans la fiction
Le destin rocambolesque de « La Perichona » en a fait un personnage de plusieurs romans et films.
- En 1984 elle est interprétée par Mona Maris dans Camila de María Luisa Bemberg
- En 1998 elle est au centre du roman Ana y el virrey de Silvia Miguens
- En 2001 elle est interprétée par Mónica Galán dans Cabeza de tigre de Claudio Etcheberry
- En 2020, le roman historique La libertina de Florencia Canale obtient un beau succès en Argentine.